# Bokrijk en omgeving
Bokrijk en omgeving este o arie protejată (arie specială de conservare — SAC, sit de importanță comunitară — SCI, arie de protecție specială avifaunistică — SPA) din Belgia întinsă pe o suprafață de 784 ha, integral pe uscat.

## Localizare
Centrul sitului Bokrijk en omgeving este situat la coordonatele 50°57′N 5°24′E / 50.95°N 5.4°E.

## Înființare
Situl Bokrijk en omgeving a fost declarat arie de protecție specială avifaunistică în octombrie 1988 pentru a proteja 7 specii de animale. Alte tipuri de protecție:
- sit de importanță comunitară (în ianuarie 1900)
- arie specială de conservare (în ianuarie 1900)[1][2]

## Biodiversitate
Situată în ecoregiunea atlantică, aria protejată nu include niciun habitat protejat.
La baza desemnării sitului se află mai multe specii protejate de  păsări (7): buhai de baltă (Botaurus stellaris), erete de stuf (Circus aeruginosus), erete vânăt (Circus cyaneus), ciocănitoare neagră (Dryocopus martius), stârc pitic (Ixobrychus minutus), gușă albastră (Luscinia svecica), viespar (Pernis apivorus).